# Мелис Сезен
Мелис Сезен (тур. Melis Sezen; Истанбул, 2. јануар 1997) турска је глумица.

## Биографија
Рођена је 2. јануара 1997. године у Истанбулу. Чланови породице по оцу су јој албански имигранти из Северне Македоније, а по мајци Турци који су емигрирали из Солуна. Има млађег брата, а породица јој се бави трговином. Дипломирала је на Универзитету Коч.

## Филмографија
| Улоге Мелис Сезен |                |               |              |                |
| Година            | Српски назив   | Изворни назив | Улога        | Напомена       |
| 2017—2018.        | Црни бисер     |               | Ебру         | споредна улога |
| 2020—2022.        | Брачни троугао |               | Дерин Гучлу  | главна улога   |
| 2021.             | Фатма          |               | Хајат Кадини | споредна улога |